# او-۶۸ (کریگس‌مارینه)
او-۶۸ (به آلمانی: U-68) یک او-بوت اقیانوس‌پیمای کریگس‌مارینه از نوع ۹سی بود. این او-بوت در جریان جنگ جهانی دوم ده مأموریت گشت‌زنی رزمی در اقیانوس اطلس شمالی و جنوبی به انجام رساند و ۳۲ کشتی تجاری و یک شناور رزمی متفقین با مجموع تناژ ۱۹۷٬۹۹۸ تن را غرق کرد. این او-بوت در نهایت روز ۱۰ آوریل سال ۱۹۴۴ در اثر حمله هواگردهای آمریکایی در نزدیکی جزیره مادیرا به همراه ۵۵ تن از خدمه آن غرق شد.

## ساخت و آماده‌سازی
کار ساخت او-۶۸، یک او-بوت نوع ۹سی، در کارخانه کشتی‌سازی آگه ویزر در برمن انجام گرفت. این او-بوت به فرماندهی ناخدا سوم کارل-فریدریش مِرتِن روز ۱۱ فوریه سال ۱۹۴۱ وارد خدمت در کریگس‌مارینه گردید. او-بوت‌های هم‌نوع او-۶۸ به جهت ماموریت‌های راهبردی همچون شناسایی، مین‌ریزی و فرماندهی تاکتیکی طراحی گشته بودند اما با آغاز جنگ جهانی دوم، با توجه به ظرفیت زیاد سوخت و بر بلند، در وظایف تهاجمی به صورت انفرادی به کار گرفته شدند. او-۶۸ چهار و نیم ماه آینده را در دریای بالتیک گذراند و دوره کارآزمایی دریایی و تمرینات را طی کرد. با توجه به نیاز فوری آلمان به او-بوت‌های بیشتر، این دوره حدود ۲۰ روز کمتر از میانگین استاندارد پیشین بود.

## تاریخچه عملیاتی

### گشت نخست
او-۶۸ به عنوان بخشی از ناوگان دوم او-بوت، روز ۳۰ ژوئن سال ۱۹۴۱ گشت رزمی نخست خود را از کیل آغاز کرد و راهی اقیانوس اطلس شد. این او-بوت غروب روز ۲۶ ژوئیه کاروان او جی ۶۹ بریتانیایی شامل ۱۷ کشتی تجاری و ۱۳ شناور حفاظتی را شمال غربی دماغه فینیستر در شمال غربی اسپانیا شناسایی کرد. با گزارش این مسئله به فرماندهی عالی، او-۶۸ مأمور به تعقیب کاروان در فاصله‌ای امن و ارسال پیام به سایر او-بوت‌ها جهت گرد آمدن گردید. بین ساعات ۱۹:۳۰ تا ۲۰:۴۰ او-۷۹، او-۳۷۱ و او-۵۶۱ به او-۶۸ پیوستند و حالت تهاجمی گرفتند. در حالی که دیگر او-بوت‌ها حمله را آغاز کرده بودند، او-۶۸ فاصله خود را حفظ نمود تا طبق فرمان موقعیت را گزارش کند. نهایتاً نیمه شب مجوز ملحق شدن این او-بوت به حمله صادر شد؛ درحالیکه مزیت غافلگیری از دست رفته بود و شناورهای محافظ کاروان کاملاً هوشیار بودند. او-۶۸ درحالیکه برای شلیک نخستین اژدرهای خود آماده می‌شد، بلافاصله شناسایی گشت و اچ‌ام‌اس رودودِندرون، ناوچه سبک بریتانیایی با سرعت رو به آن آورد. او-۶۸ بدون هدف‌گیری اژدرهایش را با زاویه‌ای فراخ شلیک و اقدام به شیرجه ناگهانی کرد اما فاصله چندانی با سطح نداشت که چهار سری شش‌تایی خرج عمقی که توسط رودودِندرون پرتاب شده بود، اطراف آن منفجر شد. او-بوت موفق به گریز گردید اما آسیب شدیدی متحمل گشت. مرتن به فرماندهی گزارش کرد که رودودِندرون را غرق نموده‌است درحالیکه در حقیقت چنین نشده بود.
با آسیب دیدن پمپ آب اصلی آن ظرفیت او-۱۸ برای شیرجه محدود شده بود. پیش از آن که او-بوت به پایگاه برسد موتور دیزل سمت راست آن از کار افتاد. او-۶۸ روز ۱ اوت خود را به لوریان در شمال غربی فرانسه رساند و هفت هفته آینده را در حال تعمیر بود.

### گشت دوم
او-۶۸ گشت رزمی دوم خود را روز ۱۱ سپتامبر سال ۱۹۴۱۱ از لوریان آغاز کرد و راهی ناحیه جزایر قناری شد. روزهای نخست حرکت عموماً صرف تمرین شدید شیرجه و تیراندازی گردید. او-بوت ۹ روز بعد در جنوب ناحیه مقصد بود و به دنبال طعمه می‌گشت. بعد از ظهر روز ۲۱ سپتامبر مشاهده یک کاروان در حدود ۷۰۰ کیلومتری شمال کیپ ورده به او-۶۸ گزارش و از آن خواسته شد خود را به این هدف برساند. مرتن ساعت ۲۱ شب به فرماندهی عالی اعلام کرد به موقعیت رسیده‌است؛ به هر صورت تا ساعت ۲ بامداد روز بعد به طول انجامید تا او-بوت در موضع مناسبی قرار گیرد و آماده حمله شود. او-۶۸ چندین اژدر به طرف کاروان دشمن شلیک کرد اما با وجود ادعای اصابت به سه شناور، تنها یکی از اژدر به سیلوِربِل، کشتی تجاری ۵۳۰۲ تنی بریتانیایی با ۶۰۰۰ تن بار فسفات، مس، دانه کاکائو و روغن پالم، برخورد نمود. این خسارت وارده به قسمت موتور این کشتی را غرق نکرد اما موجب توقف و جا ماندن آن از کاروان شد. سیلوربل برای مدتی به سمت جزایر قناری یدک‌کشی شد اما در نهایت روز ۲۳ سپتامبر رها و غرق گردید. او-۶۸ همان شب به این موقعیت بازگشت تا دومین حمله را صورت دهد. او یک کشتی باری و یک تانکر آسیب‌دیده را در محل مشاهده نمود اما تصمیم گرفت به یک «ناوشکن» حمله کند. او دو اژدر به سمت هدف شلیک نمود که هیچ‌یک به آن اصابت نکرد. با کمبود ظرفیت باتری امکان شیرجه برای او-۶۸ وجود نداشت تا مرتن تصمیم به عقب‌نشینی و شارژ مجدد باتری بگیرد. تا این زمان در طول دو گشت رزمی ۱۷ اژدر توسط او-۶۸ شلیک اما تنها یک شناور دشمن غرق شده بود. به هر صورت شاید این مسئله بیش از آن که مربوط به مهارت خدمه او-۶۸ بوده باشد به نامناسب بودن او-بوت‌های نوع ۹سی برای حمله به کاروان‌ها برمی‌گشت. پایداری خدمه او-بوت برای ۵۰ ساعت در حالت رزمی مداوم هنگام تعقیب و حمله به کاروان انگلیسی می‌تواند گواه این مسئله باشد.
در ادامه با توجه به اتمام ذخیره اژدرها و رو به اتمام بودن سوخت، او-۶۸ از فرماندهی عالی خواهان دریافت مجوز بازگشت به پایگاه شد. با توجه به این که او-۶۸ تنها برای ۱۲ روز بود که مأموریت گشت کنونی خود را آغاز کرده بود، دریاسالار کارل دونیتس، فرمانده ناوگان او-بوت‌ها تمایلی به پذیرش این درخواست نداشت. بدین ترتیب، در عوض، قرار ملاقاتی برای روز ۲۷ سپتامبر بین او-۶۸، او-۶۷ و او-۱۱۱ در خلیج ترافال در کیپ ورده گذاشته شد تا او-۱۱۱ که در حال بازگشت به پایگاه بود، بخشی اژدرهای باقی مانده و سوخت مازاد خود را به او-۶۸ منتقل نماید و پزشک او-۶۸ خدمه بیمار او-۶۷ را درمان کند. بریتانیایی‌ها با شکستن رمز دستگاه انیگما و رهگیری پیام‌های رد و بدل شده بین فرماندهی عالی و این او-بوت‌ها، از موضوع این گردهمایی مطلع گشتند. او-۶۸ به عنوان نخستین او-بوت، مدت کوتاهی پس از طلوع خورشید به موقعیت مذکور رسید. او-۱۱۱ نیز یک ساعت بعد وارد خلیج شد. دو او-بوت در فاصله ۲۰۰ متری از ساحل کنار یکدیگر پهلو گرفتند. در هنگام انتقال اژدرها به او-۶۸ صحنه توسط پرتغالی‌ها مشاهده می‌شد اما به جهت پایبندی این کشور به بی‌طرفی دخالتی از طرف آن‌ها انجام نگرفت. عملیات انقال به صورت دستی بسیار کند و به سختی انجام می‌شد. پس از انتقال چهار اژدر فرمانده او-۱۱۱ دستور به توقف کار داد؛ چرا که از پر خطر بودن این کار نگران بود و تصمیم به نگاه داشتن تعدادی از اژدرها به جهت امکان برخورد با دشمن در مابقی مسیر گرفت. خدمه دو او-بوت شب را کنار یکدیگر سپری کردند. اچ‌ام‌اس کلاید، زیردریایی بریتانیایی بعد از ظهر همان روز از راه رسیده بود اما به جهت شرایط آب‌وهوایی و جغرافیایی موقتاً اقدامی صورت نداد. به جهت تاریکی هوا و عدم تحرک او-بوت‌ها کلاید از مکان دقیق او-بوت‌ها اطلاع نداشت. حدود ساعت چهار بامداد دو او-بوت آلمانی بدون اطلاع از حضور زیردریایی دشمن قصد خروج از خلیج را داشتند تا مدت انتظار برای او-۶۷ را در آب‌های آزاد بگذرانند. کلاید در این حال او-۶۸ را شناسایی کرد و قصد حمله به آن را داشت که در فاصله نزدیک‌تری با او-۱۱۱ مواجه گشت. زیردریایی بریتانیایی موقتا او-۶۸ را رها و اقدام به کوبیدن خود دیگر او-بوت نمود اما موفق نشد. با گریختن او-۱۱۱، کلاید مجدداً رو به او-۶۸ کرد. زیردریایی بریتانیایی رد او-۶۸ را گم کرده بود اما با تلاش این او-بوت که هنوز از وجود دشمن مطلع نشده بود، برای برقراری ارتباط رادیویی با او-۱۱۱ موفق به یافتن آن گردید. سه اژدر از فاصله ۱۳۰۰ متری به طرف او-۶۸ شلیک شد. مرتن با مشاهده رد مسیر اژدرها یک تغییر مسیر شدید ۱۸۰ درجه‌ای داد و دوباره رو به درون خلیج کرد که در اثر آن اژدرها به آن اصابت ننمود. سه اژدر دیگر به نیز به سمت این او-بوت رها شد که با حرکت زیگ‌زاگ او-۶۸ مجدداً خطا رفت. با رفتن کلاید به عمق جهت بارگزاری مجدد و متعاقباً درگیری آن با او-۶۷ که به موقعیت رسیده بود، این فرصت را به او-۶۸ داد که از خلیج خارج شود. او-۱۱۱ به اشتباه به فرماندهی عالی گزارش کرد که زیردریایی دشمن احتمالا او-۶۸ را غرق نموده‌است. با این حال، او-۶۸ در گزارش خود به فرماندهی عالی اعلام کرد در این حادثه آسیبی به آن نرسیده و قصد ادامه عملیات در اقیانوس اطلس جنوبی را دارد. در ادامه به درخواست مرتن، قرار ملاقات دیگری بین او-۶۸ و او-۶۷ که در درگیری با دشمن آسیب دیده بود و به خانه بازمی‌گشت، برای روز ۲ اکتبر در نقطه‌ای دور افتاده در ۴۳۰ کیلومتری شمال داکار در نزدیکی ساحل مراکش فرانسه گذاشته شد تا او-۶۷ اژدرها باقیمانده و سوخت مازاد خود را به او-۶۸ منتقل کند. در جریان ملاقات شبانه هفت اژدر و ۵۵ متر مکعب گازوئیل از او-۶۷ به او-۶۸ منتقل گشت.
پیش از طلیعه روز ۳ اکتبر او-۶۸ شروع به حرکت به جنوب کرد. او-۶۸ به‌تنهایی مأمور به پیشروی به سمت جزیره اسنشن و قرار گرفتن در موقعیت حمله به شناورهای منفرد بدون محافظ در تردد بین فری‌تاون و دماغه امید نیک بود. اگر این مسئله ثمربخش بی‌فایده می‌بود، او-بوت می‌بایست به دنبال هدف مشابهی به سنت هلن در نواحی جنوبی‌تر می‌رفت. بدین شکل او-۶۸ نخستین او-بوتی می‌شد که از خط استوا عبور می‌نمود. آب‌های اطراف جزیره اسنشن خالی از هر گونه کشتی یافت شد تا پس جست‌وجوی بی‌ثمر چند روزه اطراف آن، او-۶۸ قصد سنت هلن در فاصله هزاران کیلومتری از خشکی‌های عمده، کند. اندکی بیش از نیمه شب ۲۰ اکتبر او-۶۸ به نزدیکی سنت هلن رسید. مرتن تصمیم به انتظار تا سپیده دم جهت کم‌تر کردن فاصله گرفت. او-بوت حدود ساعت/ ۵ بامداد در عمق پریسکوپ در فاصله حدوداً ۲ کیلومتری جیمزتاون، سکونتگاه اصلی سنت هلن، قرار داشت. پس از انجام عمل شناسایی و مشاهده یک شناور تانکر پر از سوخت، با توجه به تهدید جدی تسلیحات دفاعی در ساحل، او-۶۸ عقب‌نشینی کرد تا منتظر تاریکی بماند. او-بوت شب‌هنگام با احتیاط و آهستگی به شناور مذکور نزدیک شد. این شناور دارک‌دِیل، تانکر بریتانیایی ۸۱۴۵ تنی مسلح حامل حدود ۷۳۵۰ تن سوخت بود. ساعت ۰۰:۴۳ نیمه شب از فاصله ۵۰۰ متری هر چهار اژدر جلویی او-بوت به سمت این هدف شلیک شد. او-۶۸ به سرعت چرخش کرد و به عمق اقیانوس رفت. سی و دو ثانیه بعد هر چهار اژدر شلیک‌شده به هدف اصابت نمود و انفجارهای حاصل از آن شناور را طعمه حریق بزرگی کرد. دارک‌دیل چند ساعت بعد به همراه ۴۱ خدمه آن غرق شد. با توجه به عدم شناسایی او-۶۸، غرق شدن این شناور در ابتدا به اشتباه به یک حادثه درون کشتی نسبت داده شد. بعداً با عملیات غواصی علت واقعی این اتفاق مشخص گردید و رهگیری پیام رادیویی او-۶۸ در این رابطه به فرماندهی عالی نیز آن را تأیید کرد. بدین شکل او-۶۸ نخستین او-بوتی شد که یک کشتی متفقین را در نیم‌کره جنوبی غرق کرده‌است.
پس از اتمام کار در سنت هلن، او-۶۸ طبق فرمان دریافت‌شده به حرکت به سمت جنوب در جهت ناحیه والویس بی در ۱۲۰۰ کیلومتری شمال کیپ تاون، ادامه داد. حدود ساعت ۳ بامداد روز ۲۸ اکتبر در ۱۲۰۰ کیلومتری غرب والیس بِی یک کشتی در مسیر جنوب شناسایی گردید. او-۶۸ سرعتش را افزایش داد و به دنبال این شناور افتاد. این شناور هِیزِل‌ساید، کشتی تجاری ۵۲۹۷ تنی بریتانیایی حامل تدارکات نظامی بود. بیشتر خدمه خارج از شیفت این کشتی به تصور امن بودن آب‌های منطقه، در خواب بودند. او-۶۸ ساعت ۳:۴۳ بامداد از فاصله‌ای مطمئن، شناور دشمن را با یک اژدر هدف قرار داد. دو تن از خدمه کشتی در اثر انفجار کشته شدند. پیش از آن که برخورد اژدر بعدی موجب غرق شدن شناور شود، مابقی خدمه به کمک قایق‌های نجات از آن تخلیه گردیدند. این افراد بعدا توسط مالاین پرنس، دیگر کشتی تجاری بریتانیایی از آب گرفته شدند. او-۶۸ به کاوش در عرض جغرافیایی والویس بی پرداخت و به ساحل نزدیک‌تر شد. سه روز بعد در سپیده دم ۱ نوامبر، بردفورد سیتی، کشتی تجاری ۴۹۵۳ تنی بریتانیایی حامل ۹۵۰۰ تن شکر، رو به شمال مشاهده شد. او-۶۸ به عمق پریسکوپ رفت و منتظر موقعیت مناسب ماند. ساعت ۶:۴۵ صبح سه اژدر به سمت شناور شلیک شد که یکی از آن‌ها به وسط آن اصابت نمود. هنگامی که کشتی دشمن در حال غرق شدن بود و خدمه آن به قایق‌های نجات تخلیه می‌شدند، او-۶۸ خود را به آن‌ها نزدیک‌تر کرد. با خارج شدن هدایت او-بوت از دست فرمانده، او-۶۸ به زیر بردفورد سیتی شیرجه زد. دو شناور با یکدیگر برخورد کردند اما جز یک فرورفتگی در دماغه او-۶۸ آسیب دیگری به آن وارد نشد. او-بوت در فاصله ۱۰ متری آن سوی کشتی به سطح آمد. او-۶۸ به نزد خدمه کشتی بازگشت و پس از انجام بازجویی، مقداری آب آشامیدنی به آن‌ها داده شد و مسیر نزدیک‌ترین خشکی مشخص گردید. دو قایق حامل تمامی ۴۵ خدمه کشتی بریتانیایی ده روز بعد به ساحل آفریقای جنوب غربی رسید.
او-۶۸ به کاوش در نزدیکی ساحل آفریقای جنوبی ادامه داد. به هر صورت با مطلع شدن بریتانیایی‌ها از مضمون ارتباطات رادیویی او-بوت و منحرف شدن کشتی‌رانی به مسیری دیگر، او-۶۸ دیگر با هیچ طعمه‌ای برخورد نکرد. در این هنگام او-۶۸ برای ۵۱ روز در دریا حضور داشت و ذخیره سوخت آن رو به پایان بود. با توجه به نزدیک نبودن هیچ بندر بی‌طرفی جهت سوخت‌گیری، روز ۱۱ نوامبر به دستور فرماندهی عالی عملیات در ناحیه کیپ تاون به پایان رسید و یک قرار ملاقات بین ناو پشتیبانی آتلانتیس که دماغه جنوب آفریقا را دور زده بود و رو به شمال می‌آمد، با او-۶۸ در ۸۰۰ کیلومتری جنوب سنت هلن ترتیب داده شد تا سوخت کافی به او-۶۸ به منظور بازگشت به اروپا، منتقل گردد. با چرخش بی‌نتیجه او-۶۸ به سمت والویس بی، این ملاقات به تأخیر افتاد. دو شناور روز ۱۳ نوامبر به یکدیگر رسیدند. با توجه به متلاطم بودن دریا تدارکات‌رسانی صورت نپذیرفت. دو شناور کنار هم باقی ماندند تا شرایط آب‌وهوایی بهبود یابد. در نهایت روز ۱۴ نوامبر با آرام گرفتن دریا، انتقال سوخت و سایر اقلام تدارکاتی از جمله غذا و آب آشامیدنی انجام گرفت. بدین شکل او-۶۸ حرکت به سمت شمال از طریق فری‌تاون را آغاز نمود. در مسیر بازگشت او-۶۸ مجدداً به سوخت نیاز پیدا کرد. این بار قرار به دریافت سوخت از پیتون، دیگر کشتی تدارکاتی آلمانی شد. بریتانیایی‌ها با رهگیری پیام‌های رادیویی مبادله‌شده از این قرار ملاقات نیز مطلع شدند و ناو سنگین دورستشایر را مأمور به مداخله کردند. روز ۳۰ نوامبر او-۶۸ به همراه او-آ، یک او-بوت دیگر، در حال سوخت‌گیری از پیتون بود که دورستشایر از راه رسید. با مشاهده ناو دشمن دو او-بوت با عجله از تانکر جدا شدند و به عمق آب شیرجه زدند. یکی از دریچه‌های او-۶۸ هنگام شیرجه شتابان بازماند و نزدیک بود موجب غرق شدن آن شود. در این حال پیتون به دست خدمه خود غرق شد. به هر صورت اژدرهای شلیک شده از او-آ موجب دفع ناو متخاصم گردید. دو او-بوت سپس در کنار بازماندگان پیتون به سطح آمدند تا آن‌ها را از آب بگیرند. به هر او-بوت ۱۰۰ نفر تعلق گرفت و هر یک پنج قایق نجات حامل افراد باقی مانده را به دنبال خود کشید. به دستور فرماندهی عالی او-۱۲۴ و او-۱۲۹ نیز به آن‌ها ملحق گشتند. روز ۵ دسامبر با فرا رسیدن این او-بوت‌ها افراد درون قایق‌های نجات به آن‌ها منتقل گشتند. مجموع ۴۱۴ سرنشین این کشتی که شامل ۲۳۰ بازمانده ناو پشتیبانی غرق‌شده آتلانتیس نیز می‌شد، بین او-بوت‌ها تقسیم گردید. هر او-بوت از جمله او-۶۸، حدود ۵۰ نفر را درون بدنه و ۵۰ نفر دیگر را بر روی عرشه خود جای داد. افراد روی عرشه بر دینگی پلاستیکی بودند تا در صورت نیاز به شیرجه ناگهانی او-بوت روی آب معلق بمانند. در ملاقات ترتیب‌داده‌شده توسط فرماندهی عالی با چهار زیردریایی ایتالیایی در روزهای ۱۶ تا ۱۸ دسامبر در نقاط مختلف در نزدیکی کیپ ورده، او-بوت‌ها مقداری سوخت و غذا دریافت کردند و افراد قرار گرفته در عرشه به زیردریایی‌های ایتالیایی منتقل شدند. او-۶۸ هفتاد تن از سرنشینان خود را به زیردریایی انریکو تاتزولی انتقال داد تا بتواند زیر سطح حرکت آهسته و طولانی به سمت فرانسه را ادامه دهد. با صورت گرفتن یک حمله ایذایی موفق از جانب او-۱۲۴ به جزیره اسنشن و منحرف شدن توجه کشتی‌های دشمن به جنوب، این او-بوت در مسیری نسبتاً امن، اواخر ماه دسامبر به خلیج بیسکی رسید. او-۶۸ بازماندگان را روز کریسمس در سن-نزر تخلیه نمود و خود روز بعد وارد لوریان شد. این اقدام به طولانی مسافت‌ترین عملیات نجات در جنگ جهانی دوم بدل گشت.

### گشت سوم
او-۶۸ در سومین گشت رزمی خود روز ۱۱ فوریه سال ۱۹۴۲ راهی ناحیه فری‌تاون شد. برای حفظ سوخت او-بوت با یک موتور دیزل حرکت می‌کرد. این-بوت در مسیر هیچ شناوری را پیدا نکرد. او-۶۸ در نهایت در ناحیه فری‌تاون تعداد زیادی از کشتی‌های منفرد را یافت. این او-بوت قادر به غرق کردن دو کشتی باری بزرگ بریتاینایی با مجموع تناژ ۱۴٬۴۰۰ شد. یکی از این طعمه‌ها هلنوس ۷۳۶۶ تنی و دیگری بلوکیستِن (بلوچستان) ۶۹۹۲ تنی بود که به ترتیب روزهای ۳ و ۶ مارس به کف اقیانوس فرستاده شدند. او-۶۸ به یک زیردریایی بریتانیایی نیز حمله برد اما اژدر شلیک‌شده به سمت آن به خطا رفت. در این هنگام ده اژدر برای او-۶۸ باقی مانده بود. با صورت گرفتن تمهیدات احتیاطی توسط بریتاینایی‌ها، او-۶۸ چند روز بعد گزارش از نبود هیچ تردد دیگری در این ناحیه کرد و از فرماندهی عالی درخواست نمود در آن سوی اقیانوس به سمت برزیل برود. با توجه به ملاحظات سیاسی و فاصله زیاد، با این درخواست مخالفت شد. کارل دونیتس، فرمانده ناوگان او-بوت‌ها، او-۶۸ را موظف به حرکت به سمت لاگوس در نیجریه نمود. او-بوت در حال حرکت به سمت جنوب در نزدیکی دماغه پالماس در لیبریا، با تعداد دیگری از کشتی‌های منفرد برخورد کرد. او-۶۸ در عرض ۲۴ ساعت در روزهای ۱۶ و ۱۷ مارس، چهار کشتی باری بریتانیایی با مجموع تناژ ۱۹۱۰۰ تن را با اژدر و آتش توپ خود غرق نمود. این کشتی‌ها شامل بَرِن نیولَندز (۳۳۸۸ تن) از کاروان آیی‌یو۸۱ در روز ۱۶ مارس و آیل دو باتس (۵۷۵۵ تن)، اسکاتیش پرِنس (۴۹۱۷ تن) و آیِنده (۵۰۸۱ تن) از کاروان آیی‌یو۸۵ در روز ۱۷ مارس می‌شد. با وجود باقی ماندن تنها سه اژدر برای آن، او-۶۸ به دستور فرماندهی عالی، به سمت لاگوس در نیجریه حرکت کرد. او-بوت روز ۲۵ مارس یک کاروان با پنج کشتی و سه شناور محافظ را مشاهده نمود. به هر صورت با شناسایی او-۶۸ توسط یک هواگرد، حمله به جایی نرسید. در مواجهه با کمبود سوخت او-۶۸ قصد بازگشت به خانه را کرد. پس از دور زدن دماغه پالماس روز ۳۰ مارس یک کاروان دیگر با پنج کشتی مشاهده شد. او-۶۸ با آخرین اژدرهای خود مونکَستر کَسِل کشتی باری ۵۸۵۳ تنی بریتانیایی را نیز غرق کرد تا مجموع شکارهایش در این گشت رزمی را به هفت مورد برساند. او-۶۸ روز ۱۳ آوریل در لوریان لنگر انداخت.

### گشت چهارم
او-۶۸ در چهارمین گشت رزمی خود روز ۱۴ مه از اوریان برای نخستین بار، به همراه هفت او-بوت دیگر، عازم آب‌های قاره آمریکا گشت. این او-بوت در کنار دو او-بوت دیگر شروع به کاوش در ناحیه کانال پاناما کرد. او-۶۸ موظف به حفاظت از کشتی مونسترلانت که از سد محاصره دریایی آلمان گذشته بود، به سمت بوردو گردید. الحاق به این کشتی و یک او-بوت محافظ دیگر، او-۴۳۷، روز ۱۵ مه در جنوب غربی خلیج بیسکی صورت گرفت. فرا رسیدن هواگردهای دشمن موجب گریختن او-۶۸ در جهت فرول در اسپانیا شد. در این مکان تعمیری بر روی یکی از دریچه‌های اگزوز آن انجام پذیرفت. این مشکل توسط خدمه آلمانی یک کشتی ایستگاه مستقر در این محل حل شد. مونسترلانت به تنهایی خود را به بوردو رساند. پس از انجام تعمیر و سوخت‌گیری، او-۶۸ پس از چند ساعت مجدداً به دریا بازگشت و به سمت جزایر کارائیب رفت. او-بوت هفته نخست ماه ژوئن به ترینیداد رسید. روزهای ۵ و ۶ ژوئن دو تانکر بزرگ، ال. جِی. درِیک ۶۶۹۳ تنی آمریکایی و استیلمَن ۱۳٫۰۰۶ تنی پانامایی، توسط او-۶۸ غرق شدند. او-بوت سپس در جهت پاناما به سمت غرب حرکت نمود. او-۶۸ روز ۱۰ ژوئن با دو او-بوت همراه خود در مسیر کشتیرانی منتهی به کانال پاناما قرار داشت که یک ناوگان بزرگ کشتی‌های جنگی ایالات متحده از آن ناحیه عبور کرد. همان شب دو کشتی باری بزرگ در راه پاناما شناسایی شدند. او-۶۸ به این شناورها نزدیک شد و پنج اژدر به طرف آن‌ها شلیک نمود. دو اژدر خطا رفت اما دو اژدر دیگر به آردنوور، کشتی باری ۵۰۲۵ تنی بریتاینایی اصابت کرد که به سرعت موجب غرق شدن آن گشت. اژدر آخر به ساری، کشتی باری ۸۵۸۱ تنی بریتاینایی برخورد نمود که مدت بعد به غرق شدن آن انجامید. سرنشینان ساری سوار قایق‌های نجات شدند. او-۶۸ به موقعیت نزدیک شد و یکی از این افراد که جا مانده بود، را برداشت و مورد بازجویی قرار داد. این فرد به مرتن اطلاع داد که کشتی باری حامل ۵٬۰۰۰ تن دینامیت بوده‌است. انفجار این دینامیت‌ها زیر آب موجب ایجاد موج بزرگی شد و او-بوت را کاملاً از روی آب بلند کرد. او-بوت مجدداً آن‌چنان با شدت به سطح آب برخورد نمود که تصور شد اژدر به آن اصابت کرده‌است. این حادثه قطب‌نمای گردش‌سنج و دو موتور دیزل او-۶۸ را از کار انداخت و درجات و ظروف را در درون آن شکست. در حالیکه خدمه سعی در تعمیر او-بوت داشتند، دیده‌بان گزارش از مشاهده یک کشتی دیگر داد. با شروع به کار مجدداً موتورها توسط مهندس، او-بوت به صورت عقب‌عقب به دنبال هدف افتاد. با دریافت این مسئله که او-بوت پیش فرا رسیدن روشنایی نخواهد توانست به شناور مذکور برسد، یک اژدر از فاصله بسیار زیاد به طرف آن شلیک شد که به هدف اصابت نمود و موجب غرق شدن پورت مونترال، کشتی باری ۵۸۸۲ تنی بریتاینایی حامل ادوات جنگی گشت. با ابلاغ گزارش غرق شدن پنجمین شناور دشمن در سومین گشت رزمی خود، نشان صلیب شوالیه صلیب آهنین از طرف دریابد دونیتس به مرتن اعطا گردید. او-۶۸ با اتمام ذخایر اژدر خود به سمت ناحیه آروبا-کوراسائو بازگشت. او-۶۸ در این ناحیه نیز دو تانکر دیگر شامل آریاگا ۲۴۶۹ تنی پانامایی و فریمِیر، کشتی ۹۲۴۲ تنی متعلق به فرانسه ویشی که در کرایه پرتغالی‌ها بود، را غرق نمود. فرماندهی عالی برای کشتی آخر مشخصا درخواست گذر امن نموده بود. با وجود اعتراض شدید به این اقدام، دونیتس از مرتن که اصرار داشت هیچ نشانی از فرانسه ویشی و پرتغال بر آن نبوده‌است، حمایت کرد. این موفقیت‌ها شمار قربانیان او-۶۸ در گشت رزمی چهارم را به هفت مورد رساند. بدین شکل این گشت او-۶۸ به موفق‌ترین عملیات او-بوت‌ها در دریای کارائیب از منظر تناژ غرق‌شده در تمامی طول جنگ بدل گشت. او-۶۸ در گشت چهارم خود ۲۱ اژدر شلیک کرد که ۱۵ مورد آن به هدف اصابت نمود.
او-۶۸ روز ۱۰ ژوئیه به پایگاه بازگشت.

### گشت پنجم
به منظور گشت رزمی پنجم، او-۶۸ به فرمان روز ۱ اوت دریابد دونیتس به گروه آیس‌بِر متشکل از چهار او-بوت نوع ۹سی دیگر و یک او-بوت تدارکاتی، جهت حمله به کشتیرانی متفقین در آب‌های حوالی آفریقای جنوبی ملحق گشت. حرکت به سمت این مقصد ۱۰٬۰۰۰ کیلومتری از روز ۲۰ اوت آغاز شد. او-۶۸ پس از گذر از خط استوا، روزهای ۱۲ و ۱۴ سپتامبر، به شکل جداگانه دو کشتی تجاری را غرق کرد. این کشتی‌ها شامل ترِویلی کشتی ۵۲۹۶ تنی بریتانیایی از کاروان اف‌اف۸۵ و بریدِیک کشتی ۶۸۶۱ تنی هلندی از کاروان اف‌اف۸۴ می‌شد. ناخدا و مهندس ارشد مورد نخست، در جریان ملاقات برای سوخت‌گیری در روز ۲۲ سپتامبر در جنوب غربی والویس بی، به او-۴۵۹، او-بوت تدارکاتی تحویل داده شدند. در ادامه او-۶۸ به همراه او-۱۷۲ روز ۶ اکتبر وارد ناحیه کیپ تاون گردید اما بر خلاف انتظار با فضای تقریباً خالی از کشتیرانی مواجه گشت. به هر صورت با دریافت آزادی عمل از طرف فرماندهی عالی در روز ۸ اکتبر، او-۶۸ در عرض کمتر از ۲۷ ساعت شش شناور را غرق کرد. این کشتی‌ها شامل کوموندوروس، کشتی ۳۵۹۸ تنی یونانی از کاروان جی‌آر۵۶ و خاستِرکِرک کشتی ۸۵۷۹ تنی هلندی، سوئیف‌شور، کشتی ۸۲۰۷ تنی آمریکایی، سارت، کشتی ۵۲۷۱ تنی بریتانیایی، اگزامِلیا، کشتی ۴۹۸۱ تنی آمریکایی و بلجیِن فایتِر کشتی ۵۴۰۳ تنی بلژیکی از کاروان جی‌آر۵۹ می‌شد. اگر وضعیت آب‌وهوایی اجازه می‌داد احتمالاً این مقدار بیشتر می‌شد. او-۶۸ روز ۱۴ اکتبر در میانه یک طوفان گرفتار گردید که تکان‌های حاصل از آن موجب شکستن تمام ظروف درون او-بوت گشت. او-۶۸ با مقداری حرکت به سمت غرب به آب‌های آرام‌تری رسید اما قادر به یافتن طعمه نشد تا در نهایت روز ۳۰ اکتبر راه خانه را در پیش بگیرد. در مسیر بازگشت به فرانسه، سیتی آو کایرو، کشتی ۸۰۳۴ تنی بریتانیایی، شب ۸ نوامبر در ۸۰۰ کیلومتری جنوب سنت هلن با دو اژدر غرق شد. با مشاهده تعداد زیاد سرنشینان و وجود زنان و کودکان در میان آن‌ها، خدمه او-۶۸ متوجه شدند که یک کشتی مسافربری را غرق کرده‌اند. امکان حمل این افراد برای او-۶۸ میسر نبود اما به هر صورت او-بوت خود را به میان کشتی‌های نجات رساند و در یافتن مابقی بازماندگان از درون آب به آن‌ها کمک کرد. او-۶۸ با نشان دادن مسیر دقیق به سمت سنت هلن این افراد را ترک نمود. حدود ۲۰۰ تن از مجموع ۳۰۰ سرنشین سیتی آو کایرو از این حادثه جان به در بردند و بیشتر آن‌ها ۱۳ روز بعد در نزدیکی سنت هلن از آب گرفته شدند. به جهت تمامی این موفقیت‌ها روز ۱۷ نوامبر برگ‌های بلوط به نشان صلیب شوالیه ناخدا سوم مرتن، فرمانده او-۶۸ افزوده گشت. غرق کردن ۲۷ کشتی دشمن با مجموع تناژ حدود ۱۷۰ هزار تن در پنج گشت رزمی با او-۶۸ مرتن را در میان شش فرمانده برتر ناوگان او-بوت‌ها قرار داد. او-بوت روز ۶ دسامبر در لوریان پهلو گرفت. او-۶۸ در گشت پنجم خود ۱۹ اژدر شلیک کرد که ۱۴ مورد آن به هدف اصابت نمود.
ماه ژانویه سال ۱۹۴۳، درحالیکه تعمیرات اساسی گسترده‌ای بر روی او-۶۸ در حال انجام بود، ناخدا سوم مرتن جایگاه فرماندهی این او-بوت را ترک کرد. ناوبان یکم آلبرت لاوتسمیس، افسر نخست او-بوت، فرماندهی او-۶۸ را بر عهده گرفت.

### گشت ششم
او-۶۸ گشت رزمی هفتم خود را روز ۳ فوریه سال ۱۹۴۳ از لوریان آغاز کرد. او-۶۸ در جریان این گشت دو کشتی سرس، ۲۶۸۰ تنی هلندی و سیتیز سرویس میزوری ۷۵۰۶ تنی آمریکایی از کاروان ایی‌سی۵۲ را غرق نمود. او-۶۸ پس از انجام عملیات در منطقه هند غربی، روز ۸ مه به لوریان بازگشت.

### گشت هفتم
او-۶۸ هفتمین گشت رزمی خود را روز ۱۲ ژوئن از لوریان با مقصد نواحی غربی اقیانوس اطلس، در همراهی او-۱۵۵، او-۲۵۷ و او-۶۰۰، آغاز کرد. او-بوت در روز دوم حرکت مورد حمله هواگردهای موسکیتو دشمن قرار گرفت. آسیب وارد آمده به اندازه‌ای بود که او-۶۸ وادار به پایان دادن به عملیات و بازگشت به لوریان شد. آتش مسلسل هواگردهای دشمن در این حادثه موجب زخمی شدن سه نفر در او-بوت از جمله فرمانده آن گردید. او-بوت با رسیدن به مقصد در روز ۱۶ ژوئن، برای تعمیر در حوضچه خشک قرار گرفت.

### گشت هشتم
او-۶۸ گشت رزمی هشتم خود را روز ۱ اوت آغاز کرد و تنها پس از دو روز به پایگاه در لوریان فراخوانده شد.

### گشت نهم
او-۶۸ روز ۹ سپتامبر برای نهمین گشت رزمی خود لوریان را به قصد اقیانوس اطلس جنوبی در مجاورت ساحل آفریقا ترک کرد. او-۶۸ در مسیر از او-۴۸۸، او-بوت تدارکاتی، سوخت‌گیری نمود. روز ۲۲ اکتبر یک کاروان کوچک ساحلی در خلیج گینه شناسایی شد. هفت اژدر به طرف این هدف شلیک گشت اما هیج‌یک اصابت نکرد. او-۶۸ به سطح آمد و با تمام توپ‌هایش آتش گشود که منجر به غرق شدن اچ‌ام‌تی اورفِسی، کشتی کوچک ضد زیردریایی ۵۴۵ تنی بریتانیایی و لیتوپیا، تانکر ۵۳۵۶ تنی نروژی گردید. یک بالون رادار فریب رها شد تا کشتی‌های شکارچی احتمالی دفع شوند. او-۶۸ موفق شد اس‌اس کلمبیا، کشتی باری ۶۵۷۴ تنی بریتانیایی را روز ۳۱ اکتبر در نزدیکی ساحل عاج غرق کند. او-۶۸ یک ماه بعد، در راه بازگشت به لوریان، شب ۳۰ نوامبر با یکی از دو اژدر شلیک‌شده فور دو وو، کشتی ۵۱۶۶ تنی فرانسوی را هدف قرار داد و غرق کرد. اندکی پیش از رسیدن به مقصد، او-۶۸ مورد حمله هوایی قرار گرفت و وادار به شیرجه گشت. چندین مخزن در اثر اصابت گلوله مسلسل سوراخ شد و هدایت او-بوت در زیر سطح را دشوار ساخت. مهارت فرانتس فولماری، مهندس ارشد او-بوت در تعمیر مخزن تعادل موجب حفظ او-بوت شد و صلیب آلمانی طلایی را برای او به ارمغان آورد. او-۶۸ در نهایت به همراه پنج اژدر باقی مانده روز ۲۳ دسامبر وارد بندرگاه لوریان شد.
در جریان تعمیرات اساسی گسترده‌ای و جایگاه‌های ذخیره‌سازی و سه محفظه اژدرانداز او-بوت حذف و یک توپ جدید ۳٫۷ سانتی‌متری ضدهوایی بدان افزوده شد. دستگاه FuMO-61 به عنوان آخرین نمونه رادار در او-۶۸ نصب گشت.

### گشت دهم
او-۶۸ دهمین گشت رزمی خود را روز ۲۷ مارس سال ۱۹۴۴ به سمت دریای کارائیب آغاز نمود. با وجود این که خدمه از مقصد دقیق خبر نداشتند، اسباب نواحی گرمسیری به آن‌ها داده شد که سبب ایجاد تصور بازگشت به خط استوا می‌گشت. او-۶۸ در همراهی با دو کشتی مین‌روب پایگاه را ترک کرد. پس از خروج از خلیج بیسکی دو کشتی مین‌روب بازگشتند و یک ناوشکن تا دماغه فینیستر جایگزین آن‌ها شد.

## سرنوشت
حوالی جزیره مادیرا فرماندهی عالی گزارش از حضور یک ناو هواپیمابر پشتیبان آمریکایی در مجاورت او-بوت داد. شب ۹ آوریل درحالیکه او-۶۸ در سطح در حال حرکت بود، دیده‌بان‌ها گزارش از نزدیک شدن هواگردهای دشمن دادند. فرمانده با اطمینان از تسلیحات ضدهوایی خود دستور به استقرار در پشت آن‌ها داد. هواگردهای مذکور از اژدرافکن‌های اَوِنجِر از ناوهواپیمابر پشتیبان یواس‌اس گوادال‌کانال بودند. سه هواگرد با راکت و خرج عمقی به او-۶۸ حمله بردند. او-۶۸ که به شدت آسیب دیده بود، اقدام به شیرجه ناگهانی نمود. با رفتن او-بوت به زیر سطح دو نفر از خدمه توپ‌ها از جمله یک فرد زخمی و بیهوش که به موقع موفق به ورود به آن نشدند، بیرون او-بوت باقی ماندند و در آب معلق شدند. ساعت ۶:۳۴ صبح روز ۱۰ آوریل یک هواگرد اونجر دیگر اقدام به انداختن خرج عمقی بر محل فرورفتن او-۶۸ کرد. بلافاصله یک حباب بزرگ هوا به سطح آمد که نشان‌گر انهدام او-۶۸ بود. بدین شکل او-۶۸ و ۵۵ خدمه درون آن از بین رفتند. آمریکایی‌ها دو خدمه جا مانده او-۶۸ را از آب گرفتند. فرد زخمی پیش از آن جان باخته بود.

## شناورهای غرق‌شده
| ردیف    | تاریخ           | نام          | تناژ | کشور     |
| ------- | --------------- | ------------ | ---- | -------- |
| گشت دوم |                 |              |      |          |
| ۱       | ۲۳ سپتامبر ۱۹۴۱ | سیلوربل      | ۵۳۰۲ | بریتانیا |
| ۲       | ۲۲ اکتبر ۱۹۴۱   | دارک‌دیل      | ۸۱۴۵ | بریتانیا |
| ۳       | ۲۸ اکتبر ۱۹۴۱   | هیزل‌ساید     | ۵۲۹۷ | بریتانیا |
| ۴       | ۱ نوامبر ۱۹۴۱   | بردفورد سیتی | ۴۹۵۳ | بریتانیا |
| گشت سوم |                 |              |      |          |
| ۵       | ۳ مارس ۱۹۴۲     | هلنوس        | ۷۳۶۶ | بریتانیا |
| ۶       | ۶ مارس ۱۹۴۲     | بلوکیستِن     | ۶۹۹۲ | بریتانیا |
| ۷       | ۱۶ مارس ۱۹۴۲    | برن نیولندز  | ۳۳۸۸ | بریتانیا |
| ۸       | ۱۷ مارس ۱۹۴۲    | آیل دو باتس  | ۵۷۵۵ | بریتانیا |
| ۹       | ۱۷ مارس ۱۹۴۲    | اسکاتیش پرنس | ۴۹۱۷ | بریتانیا |
| ۱۰      | ۱۷ مارس ۱۹۴۲    | آیِنده        | ۵۰۸۱ | بریتانیا |
| ۱۱      | ۳۰ مارس ۱۹۴۲    | مونکستر کسل  | ۵۸۵۳ | بریتانیا |